# Mesochorus similaris
Mesochorus similaris är en stekelart som beskrevs av Dasch 1974. Mesochorus similaris ingår i släktet Mesochorus och familjen brokparasitsteklar. Inga underarter finns listade i Catalogue of Life.